# Заречье (Червенский район)
Заречье (бел. Зарэчча) — деревня в Червенском районе Минской области. Входит в состав Колодежского сельсовета.

## География
Находится примерно в 6 километрах к востоку от райцентра, в 68 километрах от Минска, на реке Червенка.

## История
На 1858 год деревня, относившаяся к Игуменскому уезду Минской губернии и входившая в состав имения Ивановск, принадлежавшего помещику Шевичу, здесь насчитывалось 39 жителей. По данным Переписи населения Российской империи 1897 года входила в состав Юровичской волости, здесь было 19 дворов, проживали 178 человек. На начало XX века 27 дворов и 206 жителей. На 1917 год дворов 29, население составляло 232 человека. 20 августа 1924 года вошла в состав вновь образованного Колодежского сельсовета Червенского района Минского округа (с 20 февраля 1938 — Минской области). Согласно переписи населения СССР 1926 года в деревне насчитывалось 39 домов, проживали 212 человек. В 1930-е годы в Заречье прошла коллективизация. Во время Великой Отечественной войны деревня была оккупирована немецко-фашистскими захватчиками в начале июля 1941 года. 11 жителей деревни не вернулись с фронта. Освобождена в начале июля 1944 года. На 1960 год население деревни составило 154 человека. В 1980-е она относилась к совхозу (экспериментальной базе) «Натальевск». На 1997 год здесь насчитывалось 24 дома, проживали 36 человек, работал магазин.

## Население
- 1858 — 39 жителей
- 1897 — 19 дворов, 178 жителей
- начало XX века — 27 дворов, 206 жителей
- 1917 — 29 дворов, 232 жителя
- 1926 — 39 дворов, 212 жителей
- 1960 — 154 жителя
- 1997 — 24 двора, 36 жителей
- 2013 — 10 дворов, 17 жителей